# Episteme spilosa
Episteme spilosa är en fjärilsart som beskrevs av Jordan 1912. Episteme spilosa ingår i släktet Episteme och familjen nattflyn. Inga underarter finns listade i Catalogue of Life.